# Dodecatheon subalpinum
Dodecatheon subalpinum là một loài thực vật có hoa trong họ Anh thảo. Loài này được Eastw. mô tả khoa học đầu tiên năm 1937.